# Park Bródnowski w Warszawie
Park Bródnowski – park znajdujący się na Bródnie w warszawskiej dzielnicy Targówek. Jest otoczony ulicami Kondratowicza, Chodecką, Wyszogrodzką oraz przedłużeniem ulicy Łabiszyńskiej. Zajmuje powierzchnię 25,4 hektara.

## Opis
Park powstał w latach 1976−1978 według projektu Stefanii Traczyńskiej. Miał to być obiekt wypoczynkowy, zaspokajający potrzeby mieszkańców tej części stolicy. Od 1997 roku trwają nieustanne prace modernizacyjne. Powstały place zabaw wydzielone dla dzieci, boiska do koszykówki i siatkówki oraz ścieżki rowerowe.
Trzy akweny zajmują 0,7 ha powierzchni parku. Na największym z nich znajdują się trzy fontanny, które w 2017 zastąpiły znajdującą się w tym miejscu fontannę pojedynczą. W parku zostały wybudowane boiska do koszykówki, dwa do siatkówki, piłki nożnej a także stoły ping-pongowe. Można też pograć w szachy. 
W 2009 w parku powstał Park Rzeźby − plenerowa galeria sztuki zaprojektowana przez Pawła Althamera. Opiekę nad kolekcją rzeźb i instalacji artystycznych sprawuje Muzeum Sztuki Nowoczesnej.
Park jest żartobliwie nazywany przez mieszkańców Central Parkiem, gdyż jest otoczony blokami mieszkalnymi podobnie jak nowojorski Central Park wieżowcami.